# یواس‌اس وندیس (اس‌اس-۴۳۰)
یواس‌اس وندیس (اس‌اس-۴۳۰) (به انگلیسی: USS Vendace (SS-430)) یک زیردریایی بود که طول آن ۳۱۱ فوت ۹ اینچ (۹۵٫۰۲ متر) بود.